# Nguyễn An Ninh
Nguyễn An Ninh est un anticolonialiste vietnamien né le 15 septembre 1900 à Saïgon et mort au bagne de Poulo Condor le 14 août 1943.

## Biographie
Issu d'une famille de lettrés, fils de Nguyễn An Khương, il part faire des études à la Sorbonne (Paris) en 1918 et retourne en 1922 au Vietnam après avoir obtenu une licence de droit. Il traduit le Contrat social de Jean-Jacques Rousseau. Parallèlement, par le biais de débats, de journaux et autres moyens de communications, il essaie de faire prendre conscience aux Vietnamiens des méfaits de la colonisation.
En 1923, il crée le journal La Cloche fêlée, dont le directeur est le Français Eugène Dejean de la Bâtie, d'origine vietnamienne par sa mère. Il cesse de paraître en 1926. Arrêté une première fois 24 mars 1926, Nguyễn An Ninh est condamné à dix-huit mois de prison pour « manœuvres subversives », mais bénéficie en janvier 1927 d'une relaxe.   
À cette époque il écrit à Léon Werth : « L’oppression nous vient de France mais l’esprit de libération aussi ».
Il crée un parti et conduit des tournées de propagande dans le delta du Mékong.
Le journal se transformera entre 1926 et 1927 en L'Annam, évoquant mieux la volonté de se tourner vers le Vietnam. Il écrira ensuite aussi dans des journaux plus marqués politiquement comme Trung Lâp et La Lutte. 
Il est approché par les communistes et les trotskistes mais ne les rejoint pas, tout en soutenant le mouvement paysan. Il est arrêté à de nombreuses reprises et accusé de formation de société secrète et de menées anti-françaises. Il meurt en 1943 au bagne de Poulo Condor, où il était relégué depuis 1939, après avoir été incarcéré trois fois entretemps,.
L'historien Pierre Brocheux résume ainsi sa pensée : « Inclassable idéologiquement et politiquement, admirateur de Nietzsche et d'André Gide, Ninh fait figure de révolté et de lutteur indépendant, un patriote qui met l'accent sur la révolution de la culture ».

## Récit
- Ngô Văn trotskiste vietnamien, a décrit dans son livre Au pays de la cloche fêlée, tribulations d’un Cochinchinois à l’époque coloniale (2000) sa rencontre avec Nguyễn An Ninh[6],[2].